# 加藤鉄児
加藤 鉄児（かとう てつじ、1971年 -）は、日本の小説家、推理作家。愛知県生まれ。東北大学経済学部卒業。2014年、会社勤務の傍ら、加藤笑田（かとう しょうた）名義で応募した「キラーズ・コンピレーション」が第13回『このミステリーがすごい!』大賞で最終候補作に残るも受賞は逃す。しかし、2015年、同作を加筆修正後、『殺し屋たちの町長選』と改題し、宝島社文庫より『このミステリーがすごい!』大賞の隠し玉として刊行、小説家デビューする。

## 作品

### 単著
- 『殺し屋たちの町長選』（宝島社文庫、2015年7月）
- 『桐谷署総務課渉外係 お父さんを冷蔵庫に入れて』（宝島社文庫、2017年7月）
- 『実家暮らしのホームズ』（宝島社文庫、2024年1月）

### アンソロジー
「」内が加藤鉄児の作品
- 『3分で読める！ 誰にも言えない○○の物語』（宝島社文庫、2022年5月）「誰にも言えないオンライン接待の物語」